# Unifix Cubes
Unifix Cubes zijn gekleurde plastic blokjes die aan elkaar kunnen worden gekoppeld. Ze worden vooral gebruikt in het taal- en rekenonderwijs. Ze zijn 1,9 cm in het vierkant en verkrijgbaar in twaalf kleuren, die ook door leerlingen die kleurenblind zijn, zijn te onderscheiden.

## Geschiedenis
Unifix Cubes werden in 1953 ontwikkeld in het Engelse Andover bij de distributeur van artikelen voor het montessorionderwijs Philip & Tacey, een onderdeel van Philograph Publications. Tot dan werden gekleurde kralen gebruikt in het rekenonderwijs. Charles Tacey merkte op, dat die voor onrust in de klas zorgden. Ze rolden op de grond en moesten worden geregen. Hij kwam met het idee om een plastic kraal te ontwikkelen die niet rolde en die niet hoefde te worden geregen. Hieruit ontstonden de eerste Unifix Cubes, gemaakt van polystyreen en aan alle zijden 1,3 cm groot. Dit werden al snel blokjes van 1,9 cm van polyethyleen. Dit plastic is gladder, stiller en heeft een betere pasvorm. Tacey maakte de blokjes hol om materiaal te besparen, want plastic was in die tijd relatief duur.
De blokjes werden vanaf 1958 in het Verenigd Koninkrijk in het montessorionderwijs een groot succes. Door komst van rekenmethodes als Mathematics Their Way (Mary Baretta-Lorton) die in de jaren zestig en zeventig werden geïntroduceerd in de VS, werden de gekleurde blokjes ook daar een succes. Meer dan een miljard blokjes vonden hun weg naar basisscholen in de VS.

## Gebruik van Unifix Cubes in Nederland
In Nederland worden de blokjes inmiddels niet meer uitsluitend gebruikt voor rekenonderwijs op montessorischolen, maar ook op andere types basisscholen en in zorgpraktijken voor het taalonderwijs. Bij spellingmethodieken, zoals de multisensoriële KWeC-methodiek en de F&L methode, vertegenwoordigen de kleuren en kleurcombinaties een spellingfunctie.